# Ruodho von Reichenau
Ruodho, auch Ruadho oder Ruadhart oder Ruadachar, (* im 9. Jahrhundert; † 18. August 888) war von 871 bis 888 Abt des Klosters Reichenau.

## Leben
Ruodho war Mönch der Reichenau und Vertrauter von Karl III. Ruodho wurde nach dem Tode von Hatto II. am 9. September 871 zum neuen Abt der Reichenau gewählt.
Bischof Gebhard I. von Konstanz (873–875) hatte ein „Traumgesicht, in dem sich der heilige Evangelist Markus offenbart“. Die Mönche der Reichenau unter Abt Ruodho erfuhren davon und betteten die Reliquie in einen Schrein um. Die Gebeine des Markus wurden 830 durch Bischof Ratold von Verona in die Abtei Reichenau verbracht und waren seither in einem Erdgrab unter oder bei einem Altar in der Apsis der Marienbasilika unter dem Namen „Valens“ bestattet. Abt Ruodho ließ die Reliquien aus dem Grab nehmen, in Leinentücher wickeln, trocknen und in einem neuen Schrein in einem Markusaltar in der Klosterkirche (heute: Münster St. Maria und Markus) aufstellen.
Kaiser Karl III. bestätigte in der Amtszeit von Abt Ruodho dem „Kloster Reichenau im Anschluss an Akte seines Großvaters, Kaiser Ludwigs des Frommen und seines Urgroßvaters, Kaiser Karls des Grossen, die Rechte und Freiheiten, namentlich das Recht auf einen Teil gewisser kaiserlicher Einkünfte aus dem Eritgau, Apphagau und Albgau.“
Ruodho starb im Abtsamt am 18. August 888.